# Rhyacionia adana
The Adana Tip Moth (Rhyacionia adana) là một loài bướm đêm thuộc họ Tortricidae. Nó được tìm thấy ở đông bắc Bắc Mỹ, bao gồm Massachusetts, Pennsylvania, Virginia, Michigan, Wisconsin và Ontario.

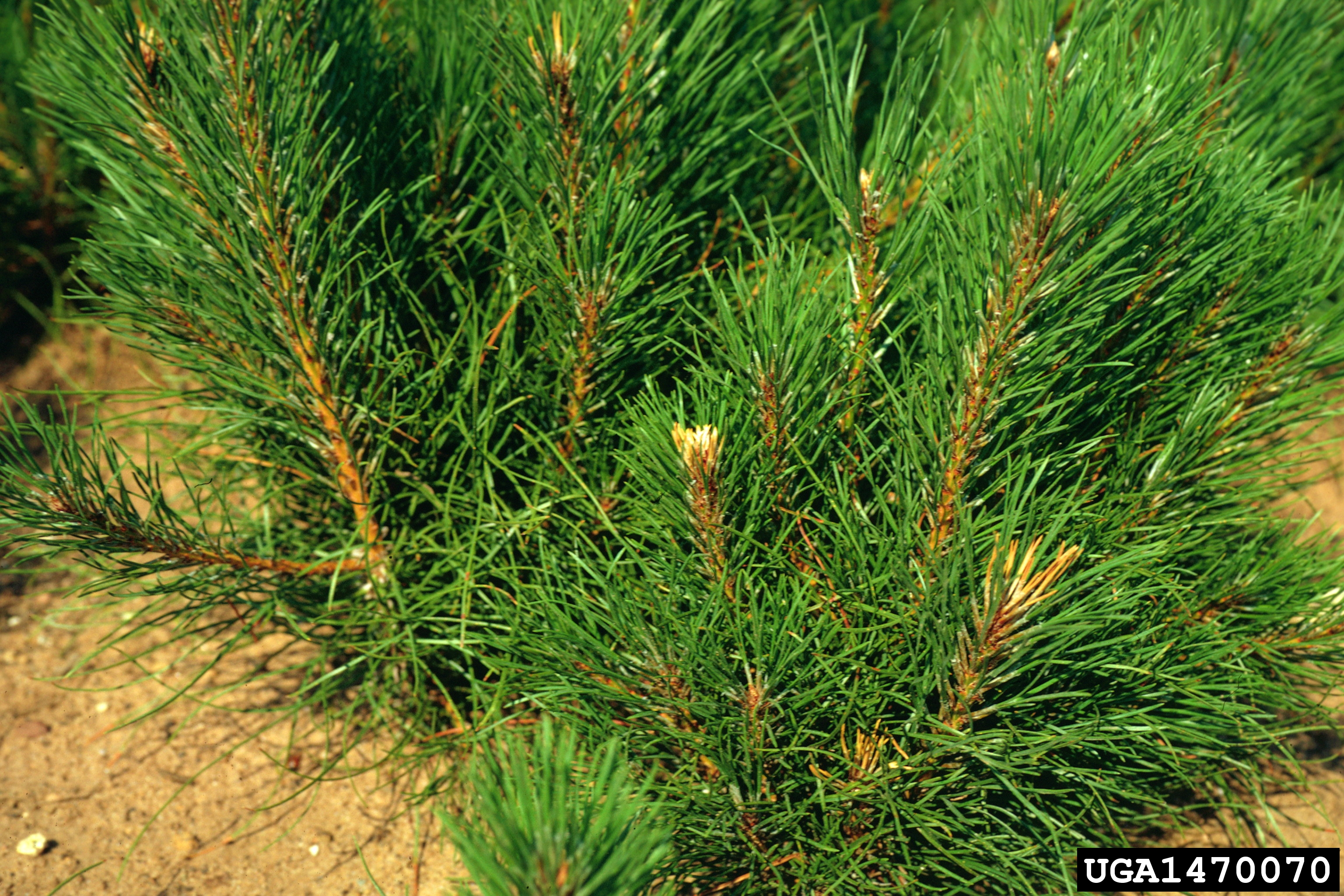
Damage

Sải cánh dài khoảng 17 mm. Có một lứa một năm.
Ấu trùng ăn various pine species.